# Lisa Gornick
Lisa Gornick, née en 1970 à Londres, est une artiste, réalisatrice, scénariste, productrice et actrice britannique, active au cinéma, à la télévision, en dessin et en performance artistique.

## Biographie
Lisa Gornick est fondatrice de Valiant Doll, une société de production qui produit des films à micro budget.

## Filmographie
| année | titre                                           | réalisatrice | productrice | scénariste | actrice      | notes                       |
| ----- | ----------------------------------------------- | ------------ | ----------- | ---------- | ------------ | --------------------------- |
| 2002  | Je t'aime, un peu, beaucoup... (Do I Love You?) | Oui          | Oui         | Oui        | Marina       | long métrage                |
| 2005  | Le Lit de la peur (Bed of Fear)                 | Oui          |             |            |              | court métrage               |
| 2007  | Tick Tock Lullaby                               | Oui          | Oui         | Oui        | Sasha        | long métrage                |
| 2009  | 140                                             | Oui          |             |            |              | documentaire                |
| 2010  | The Owls                                        |              |             |            | Lily         | long métrage                |
| 2010  | Coming Up (en) (épisode : Dip)                  | Oui          |             |            |              | série télévisée (1 épisode) |
| 2015  | La Femme au tableau (Woman in Gold)             |              |             |            | Frau Neumann | long métrage                |
| 2015  | The Book of Gabrielle                           | Oui          | Oui         | Oui        | Gabrielle    | long métrage                |